# Sangre de Toro
Sangre de Toro es una banda chilena de rock que combina diversos estilos musicales como funk, pop, reggae, blues y balada romántica. Fue formada en 2012 por el vocalista y guitarrista de El Cruce, Felipe Toro, y el baterista de sesión, Andrés Silva. 
La combinación de estos géneros musicales se debe principalmente por la influencia que tiene Silva en el conjunto. El baterista es un importante músico de sesión, que ha participado en la grabación de más de 30 discos de distintos estilos.
El grupo es calificado por algunos medios especializados en música en Chile como super banda o power trio, debido a que los integrantes del conjunto ya eran conocidos en la industria musical antes de que formaran el conjunto.
El 4 de septiembre de este año lanzaron su primer disco Uno que ha tenido un gran recibimiento por parte de los medios musicales. "Nunca la abrumadora cantidad de 15 canciones que para cualquier grupo sería algo excesivo había sonado tan bien y justo en su medida", comentó en una reseña Alfredo Lewin, editor del medio musical Rockaxis.

## Biografía

### Inicios de la banda
La banda fue fundada por el baterista de sesión Andrés Silva junto al vocalista y guitarrista Felipe Toro  —miembro  de la banda de blues El Cruce–. 
Ambos se conocieron en una sesión improvisada, invitados por el armonicista Gonzalo Araya. En dicho encuentro, ambos quedaron fascinados por la forma de tocar de cada uno. Decidieron formar Sangre de Toro, pero les faltaba el bajista a quién conocieron por medio de una audición. Johan Pasten fue el escogido. “Fue química pura”, comentó Silva a T13.cl.
Los músicos realizaron sus primeras presentaciones en algunos pubs del Barrio Bellavista como el Bar Grez y Onaciu. Tras el buen recibimiento del público nacional, la banda decidió emprender una gira por Colombia —país natal de Silva—.
Rápidamente los músicos fueron apoyados por los medios de comunicación en Chile, especialmente Radio Futuro. El 17 de septiembre de 2013, la emisora realizó un concierto a beneficio de Walo Frías —uno de sus locutores de Futuro— quien meses antes sufrió un accidente en motocicleta. Sangre de Toro fue el encargado de abrir el evento que contó con la participación de bandas como Congreso, Aguaturbia y El Cruce — conjunto que integra el mismo Toro—.
En mayo de 2014, la banda realizó un tour por Argentina. Fueron entrevistados por medios de comunicación como C5N TV, radio Vorterix FM, Terra y radio América. Además, los músicos aprovecharon la oportunidad para promocionar su trabajo tocando en exclusiva para algunos de estos canales.
En septiembre de 2015 lanzaron al mercado su primer disco Uno. El primer sencillo del conjunto fue Corazón de Hierro.

## Discografía
- 2015: Uno